# 에스테반 플로리알
에스테반 아니엘 플로리얼(스페인어: Estevan Hanniel Florial, 1997년 11월 25일 ~ )은 도미니카 공화국의 야구 선수이자 전 KBO 리그 한화 이글스의 타자이다.
2022년에 뉴욕 양키스에 입단하였으며 2024년에 클리블랜드 인디언스로 자리를 옮겼다. 그 뒤 2025년에 한화 이글스에 합류했다. 2025년 7월 19일 부상 여파로 웨이버 공시되었으며, 그의 대체 선수는 루이스 리베라토이다.